# Bruckner-Denkmal (Steyr)

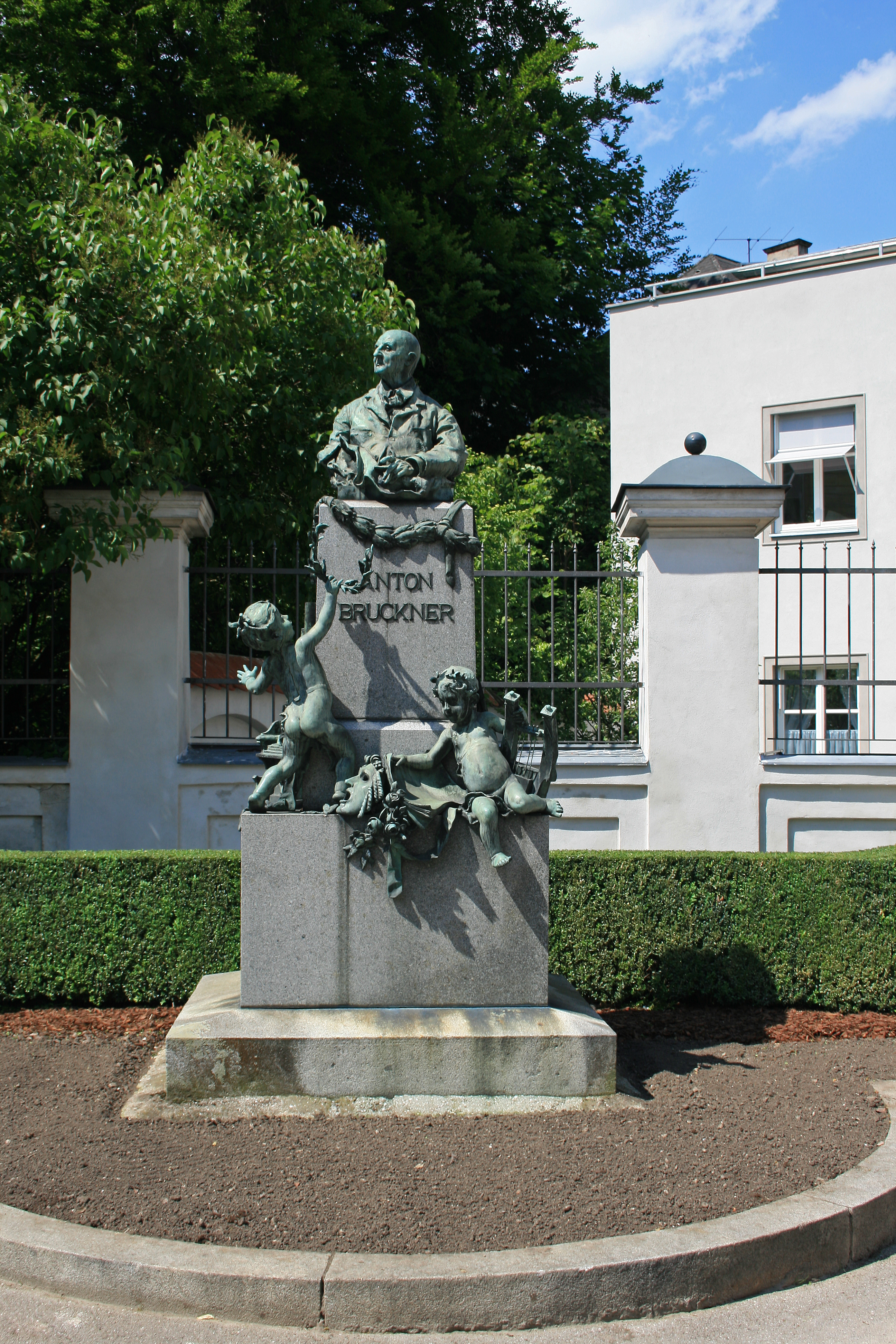
Bruckner-Denkmal

Das Bruckner-Denkmal in Steyr wurde 1898 enthüllt und ist somit das älteste Denkmal für den Komponisten. Der Entwurf stammt von Fritz Zerritsch dem Älteren, der dafür eine Bruckner-Büste von Viktor Tilgner verwendete. Es befindet sich am Bruckner-Platz nahe der Stadtpfarrkirche und steht unter Denkmalschutz.

## Gestaltung
Auf einem rechteckigen Granitpfeiler, der wiederum auf einem Sockel steht, befindet sich eine Oberkörperbüste Anton Bruckners. Auf der Vorderseite des Pfeilers steht in Metallbuchstaben ANTON / BRUCKNER. Am Sockel sind zwei Bronzeputti platziert: der linke reicht Bruckner einen Lorbeerkranz, während der rechte mit der einen Hand eine Leier und mit der anderen Notenblätter hält. Als weiterer Zierrat befinden sich auf dem Pfeiler ein bronzener Kranz und am Sockel eine Theatermaske, Blumen und Bänder. Auf der linken Seite steht eine kleine Orgel, auf der rechten eine Tafel, die an eine Renovierung von 1935 erinnert: ERRICHTET 1898 / ERNEUERT 1935 / VON / BRUCKNER / VEREHRERN / DER / STADT STEYR.

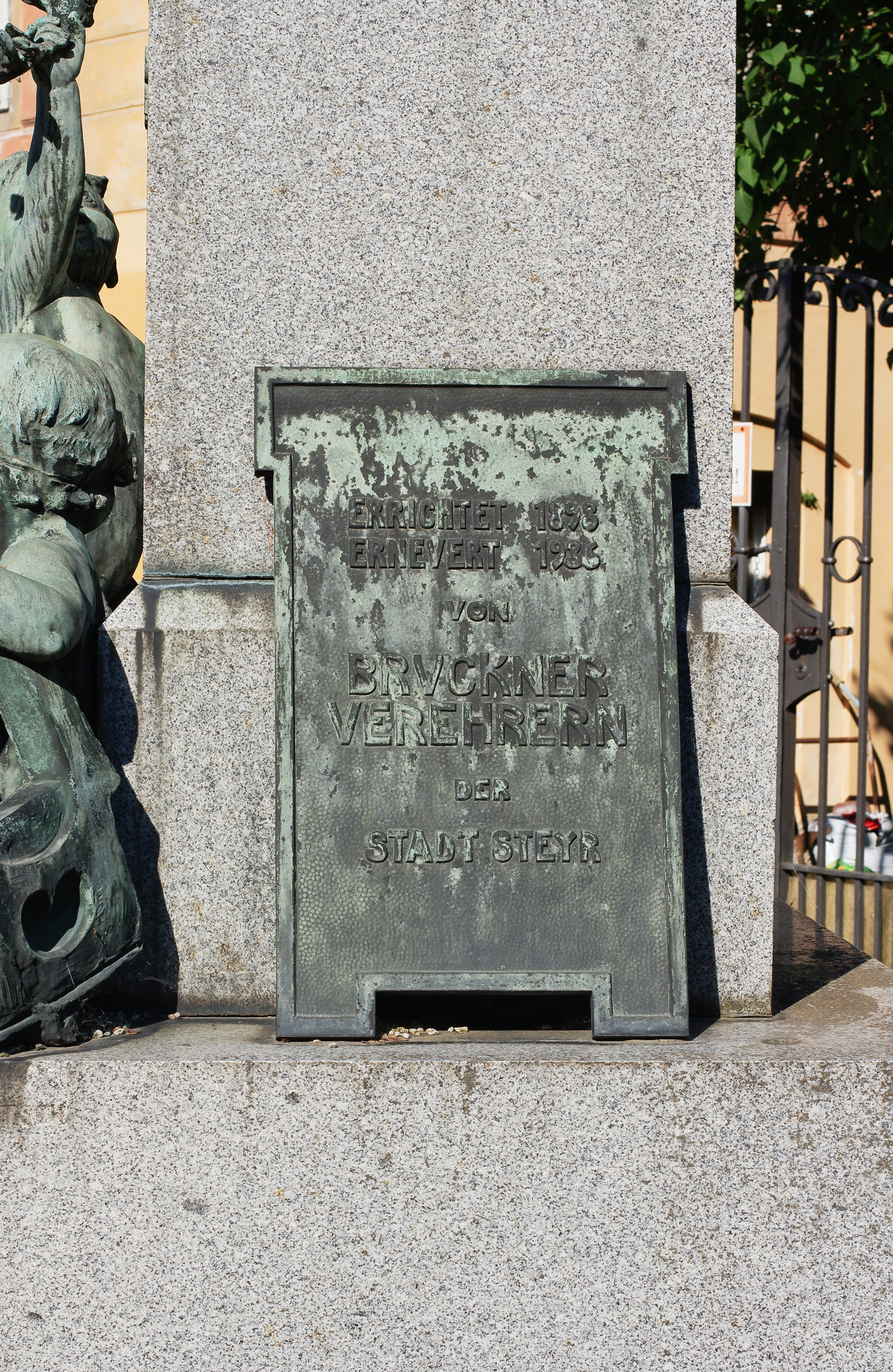
Gedenktafel für Restaurierung 1935
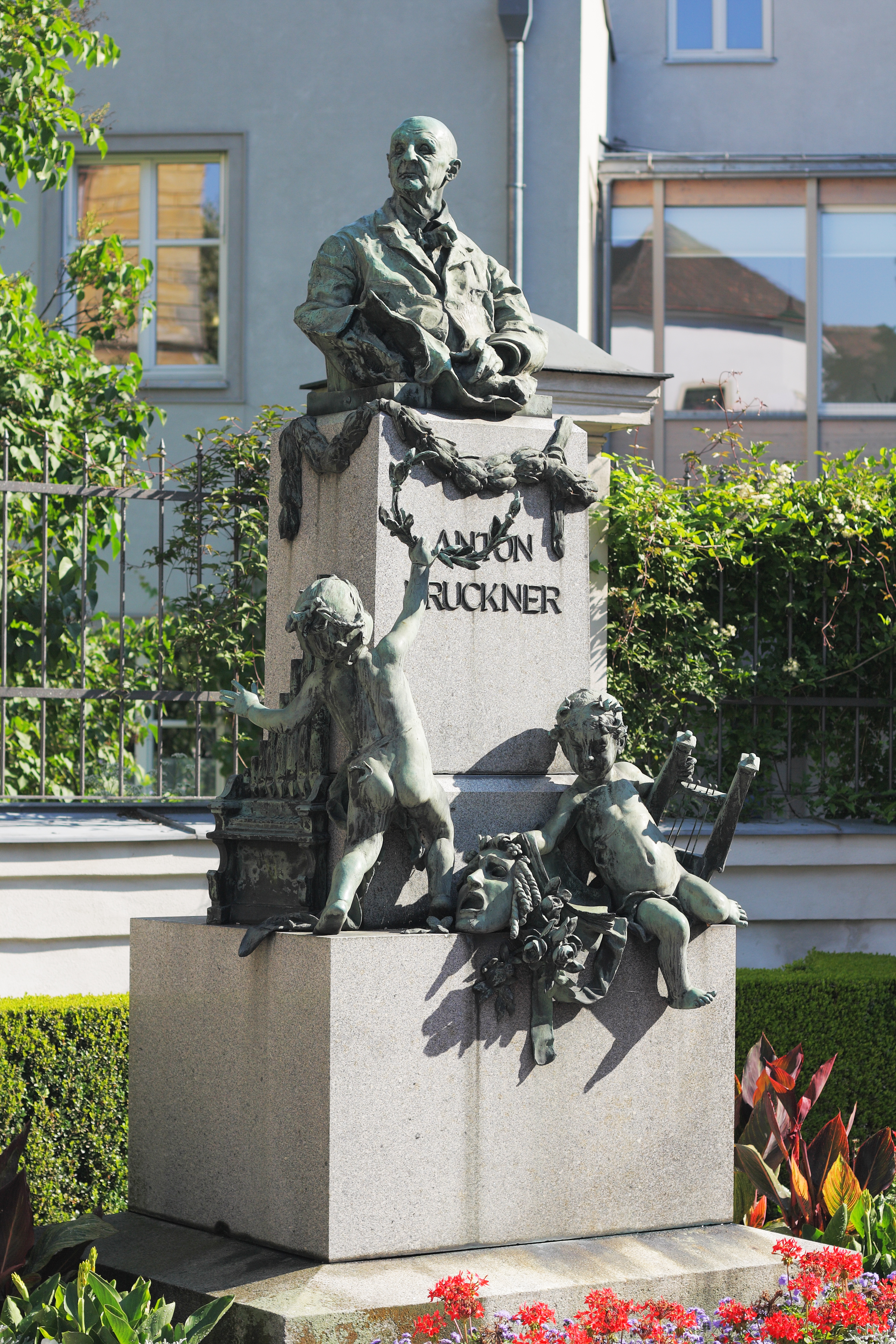
Ansicht von schräg links mit der Orgel
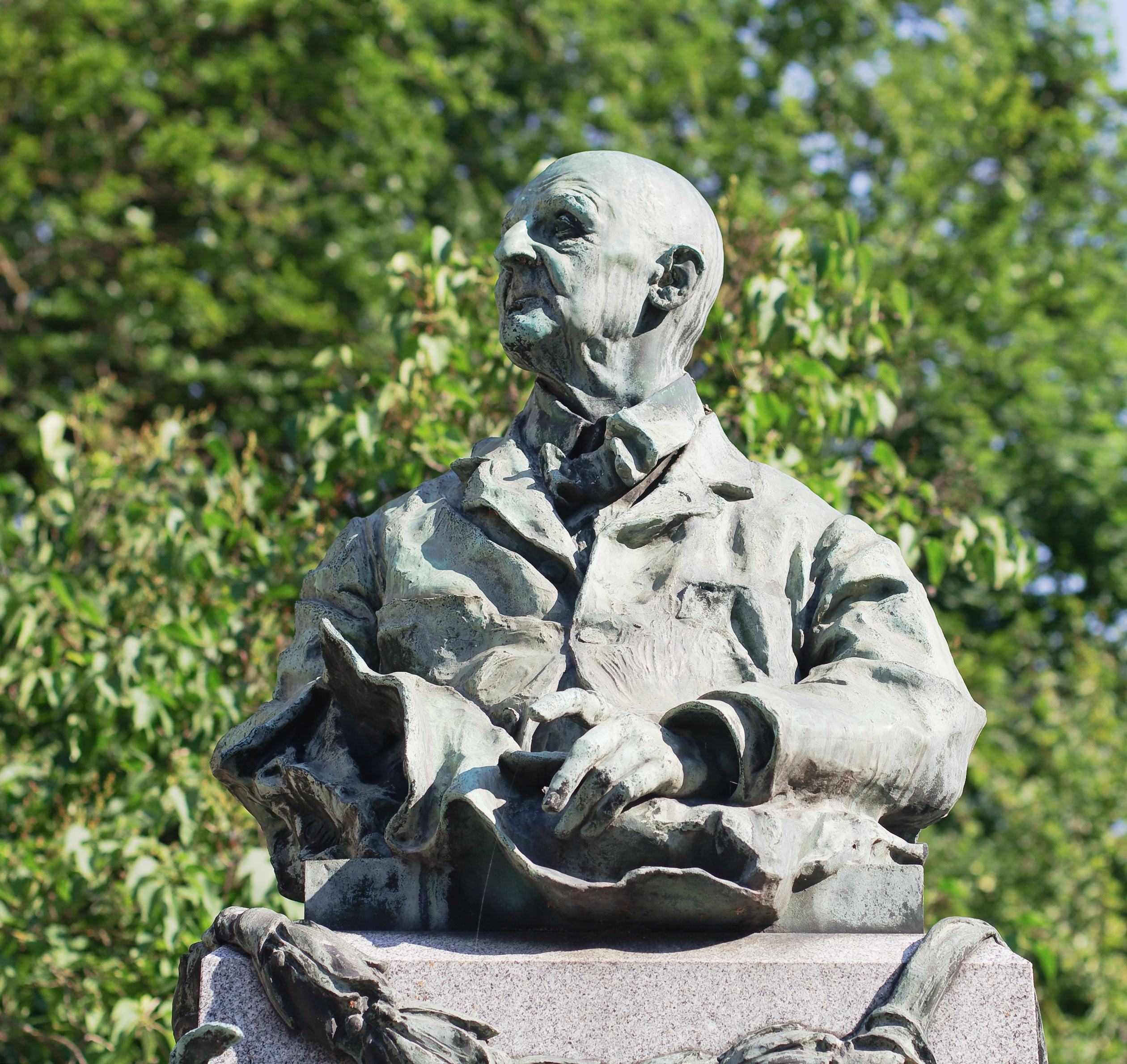
Großansicht der Büste

## Geschichte
Prominente Steyrer Bürger gründeten am 23. November 1896 ein Komitee zur Errichtung eines Bruckner-Denkmals. Bis Ende 1897 waren so 2510 fl und 95 kr gesammelt worden. Carl Almeroth, der mit Bruckner befreundet war, kaufte von Viktor Tilgner eine Brucknerbüste. Der Entwurf für das Denkmal und somit auch für das Zierwerk, stammt von dem Tilgner-Schüler Fritz Zerritsch dem Älteren. Anlässlich des IX. Salzburgisch-Oberösterreichischen Sänger-Bundesfestes wurde das Denkmal am 29. Mai 1898 enthüllt. Fritz Zerritsch renovierte das Denkmal 1935. An diese Renovierung erinnert eine Tafel auf der rechten Seite. Während des Zweiten Weltkriegs wurde es demontiert und im September 1945 erneut aufgestellt. Es wird in der Liste des Bundesdenkmalamtes als Anton Bruckner-Denkmal geführt.